# Epke Zonderland
Epke Jan Zonderland, nizozemski telovadec na drogu * 16. april 1986, Lemmer.